# Batalla de Poitiers (1356)
La batalla de Poitiers, que tuvo lugar el 19 de septiembre de 1356, fue una de las principales batallas de la guerra de los Cien Años entre Inglaterra y Francia. Precedida por la batalla de Crecy en 1346, y seguida por la batalla de Agincourt en 1415, fue la segunda de las tres grandes victorias inglesas de la guerra. A veces se la llama también "segunda batalla de Poitiers", para diferenciarla de la primera (en el año 732) que enfrentó a los francos de Carlos Martel con un poderoso ejército omeya. Esta última se conoce asimismo como batalla de Tours.

## Origen del conflicto
Habiendo sufrido ya dos graves derrotas (una naval en Sluys y otra terrestre en Crecy), las fuerzas francesas se enfrentaban, en los años de 1350, a las violentas y rápidas chevauchées (cabalgadas) inglesas, un tipo de incursión que castigaba especialmente a la población civil. Los ingleses desembarcaban, se internaban en los campos de la Francia septentrional, incendiaban las cosechas, mataban a los hombres de las aldeas y luego retrocedían rápidamente hacia sus bases en la costa, dejando a la población a merced del hambre y las enfermedades. Los ejércitos franceses, más pesados, lentos, torpes y difíciles de maniobrar, no podían ofrecer una resistencia adecuada a esta suerte de «guerra relámpago» de la Edad Media.
Esta estrategia inglesa estaba orientada a poner a la población francesa en contra de su propia corona más que a lograr resultados militares directos. Los campesinos, al no sentirse protegidos de las cabalgadas poco a poco gravitaban hacia los señores feudales locales solicitando ayuda, y esto dividía y sembraba el caos en las fuerzas francesas, que necesitaban una gran cohesión y sentido nacional, especialmente para que la gente entregara a sus varones jóvenes en las frecuentes levas o reclutamientos, que se hacían imprescindibles.
El 8 de agosto de 1356 Eduardo, el Príncipe de Gales, conocido a partir del siglo XVI como el «Príncipe Negro», que por entonces tenía 26 años de edad y era ya un guerrero competente y experimentado comenzó una gran cabalgada. El Príncipe Negro era el hijo mayor del rey Eduardo III de Inglaterra, y había dirigido ya muchas operaciones de tierra quemada hacia el norte desde la base inglesa en Aquitania, en un esfuerzo para brindar alivio a sus tropas en la Francia central. En esta oportunidad había sido comisionado para devastar una gran área al norte de la ciudad de Burdeos, así como para saquear el campo.
Esta cabalgada, como las anteriores, se ajustaba estrictamente a la táctica de «tierra arrasada», destinada a privar al rey francés Juan el Bueno del apoyo de sus propios súbditos. Por eso Eduardo no encontró mucha resistencia. Su ejército, junto con tropas amigas provenientes de Gascuña, devastó y quemó numerosas ciudades y campos productivos, dejando al enemigo frente a la penuria de hombres y de alimentos.
Llegado a la orilla del río Loira junto a la ciudad de Tours, no fue empero capaces de tomar el fuerte castillo que la defendía, y un enorme aguacero impidió también que la ciudad fuese incendiada por los sitiadores.
Este retraso hizo que el rey francés decidiera atrapar al ejército de Eduardo. El rey, que había estado asediando Breteuil en Normandía, organizó el grueso de su ejército en Chartres al norte de la asediada Tours, despidiendo aproximadamente a quince o veinte mil peones de menor calidad para incrementar la rapidez de sus fuerzas.

## Diferencias entre ambos ejércitos
Tal como sería una constante en la guerra de los Cien Años, la principal diferencia entre ambos bandos eran sus jefes: el rey Juan era un comandante irresoluto y débil, incapaz y, muy consciente de dicha incapacidad, confiaba en ejércitos grandes, lentos, bien armados y apoyados principalmente en la caballería y en ingentes cantidades de ballesteros. Los hombres de armas llevaban pesadas armaduras, al igual que sus caballos, lo que iba en contra de la movilidad de sus fuerzas.
El Príncipe de Gales, por el contrario, apostaba todo a la velocidad y movilidad de sus tropas ligeramente armadas y desprovistas de armaduras. El arco largo inglés, si bien no tenía los efectos devastadores de las ballestas francesas, ostentaba una cadencia de fuego siete veces superior, lo que convertía a sus operadores en fuerzas capaces de entenebrecer el cielo con nubes de flechas que desmoralizaban a los hombres y espantaban a los caballos de las tropas enemigas.

### Nobles y hombres de armas que lucharon con el Príncipe Negro
Jean Froissart afirma que estos hombres combatieron en Poitiers: 

...El conde de Warwick, el conde de Suffolk, mariscal de hueste, el conde de Salisbury y el conde de Oxford, mi señor John Chandos, mi señor Reginald Cobham, mi señor Richard Stafford, mi señor Edward Despenser, mi señor James Audley y su hermano mi señor Peter, el señor de Berkeley, el señor de Basset, mi señor William Fitzwarin, el señor de Wake, el señor de Mauny, el señor de Willoughby, mi señor Bartholomew Burghersh, mi señor Richard Pembrole, mi señor Stephen de Csington, el señor de Bradeston y muchos más. Entre los gascones estaban el señor de Albret, el señor de Pommiers, mi señor Helye y mi señor Aymon de Pommiers, el señor de Longueren, mi señor Jean de Grailly, captal de Buch, mi señor Jean de Chaumont, el señor de Epée, el señor de Montchident, del señor de Curton, el señor de Ros, el señor de Condon, el señor de Montferrat, el señor de Landas, mi señor de Latrau y muchos otros a los que no puedo nombrar. De Hainaut estaban: mi señor Eustace de Abrechicourt y mi señor Jean de Ghistelles y otros dos buenos caballeros extranjeros: mi señor Daniel Passelle y mi señor Denis de Morbecque.

Tomás Felton luchó no solo en Poitiers sino también en la batalla de Crécy.
Uno de los principales comandantes tanto en Crécy como en Poitiers fue John de Vere, conde de Oxford, ya mencionado anteriormente.
Otro relato señala que Juan de Ghistelles pereció en la batalla de Crécy por lo que hay ciertas dudas en lo que se refiere a este personaje.

### Nobles y hombres de armas que lucharon con el rey Juan II en la batalla, o justo hasta entonces

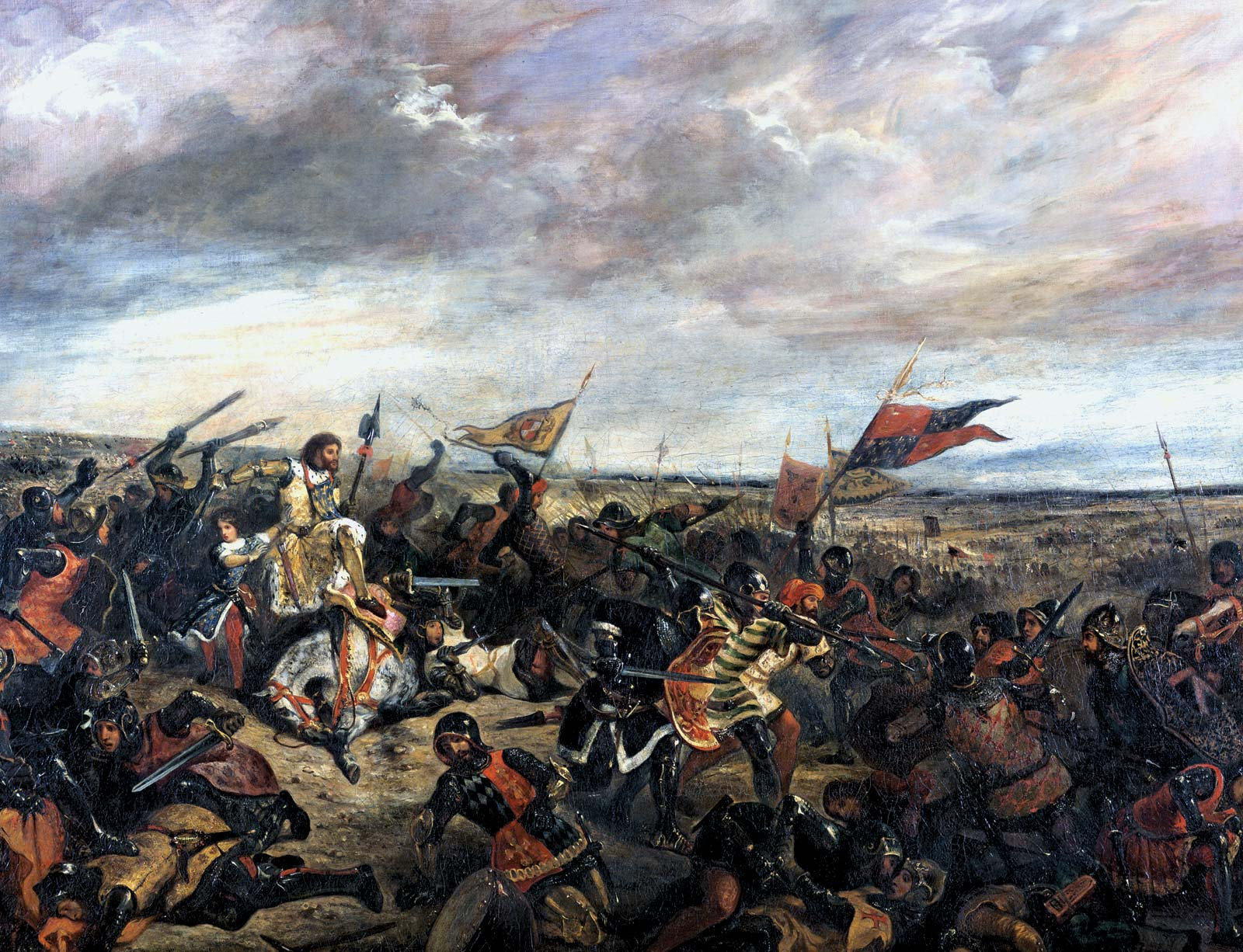
La batalla de Poitiers (1356) Eugène Delacroix.

Froissart describe, con menor detalle en este pasaje, algunos de los nobles que fueron reunidos para la batalla, o justo antes: los ingleses fueron seguidos por algunos expertos caballeros franceses, que volvieron al rey francés contándole lo que hicieron los ingleses. 

El rey partió de Loches y se dirigió a la Haye en Touraine, y sus gentes habían pasado el Loire por el puente de Orléans, Meung, Saumur, Blois, Tours, y por donde podían. Allí se reunieron un gran número de buenas gentes, unos veinte mil hombres de armas sin contar a los otros. Había unos veintiséis duques y condes, y más de ciento cuarenta estandartes. El rey tenía allí a sus cuatro hijos que en aquel entonces eran muy jóvenes: mi señor Charles, duque de Normandie, mi señor Louis que luego fue duque de Anjou, mi señor Jean que luego fue duque de Berry, y el pequeño mi señor Philippe que fue duque de Bourgogne.

El ejército francés también incluía un contingente de escoceses comandados por Sir William Douglas.  Douglas combatió en la formación de batalla del propio rey, pero cuando parecía que el combate estaba terminado, Douglas fue sacado por sus hombres de la melée. Froissart afirma que "... estaba el conde Douglas de Escocia combatiendo con gran valor, pero cuando vio que la derrota se decantaba por el lado de los franceses, partió y se salvó lo mejor que pudo, pues de ningún modo habría querido ser apresado ni caer en manos de los ingleses. Habría preferido que lo mataran en el lugar".
Otros que fueron igualmente muertos o capturados en la batalla fueron: el rey Juan II, el príncipe Felipe (el hijo menor y progenitor de la casa de Valois-Borgoña), Godofredo de Charny, portador de la oriflama, Pedro I duque de Borbón, Gualterio VI conde de Brienne y condestable de Francia, Juan de Clermont, mariscal de Francia, Arnoul d'Audrehem, el conde de Eu, el conde de Marche y Ponthieu Jaime de Borbón tomado prisionero en la batalla y muerto en 1361, el conde de Étampes, el conde de Tancarville, el conde de Dammartin, el conde de Joinville, Guillermo de Melun, arzobispo de Sens.

## Prolegómenos de la batalla
Alentado por los retrasos que los contratiempos habían provocado a los ingleses en Tours, el rey Juan decidió prescindir de un gran número de sus hombres de menor graduación para enviarlos en persecución de Eduardo. 
Juan II consiguió reunir un ejército de 12.000 a 20.000 hombres y ordenó hacer frente al príncipe de Gales en Poitiers. Éste no quería entablar una batalla franca, pues se sabía ampliamente superado en número y muy escaso en recursos y suministros, circunstancias éstas que lo hacían desear retirarse hacia Burdeos.

Maniobras previas a la batalla de Poitiers, del 13 al 19 de septiembre; en azul, el ejército del rey de Francia; en rojo, el ejército del príncipe de Gales.

Las tropas inglesas llegaron a la aldea de Nouaillé, donde había una abadía, y los monjes les pusieron sobre aviso de que si se acantonaban en el bosque vecino, sus posiciones serían casi inexpugnables.
Eduardo tomó entonces una decisión tácticamente impecable: colocó a sus tropas con la espalda contra el tupido bosque y una ensenada a su izquierda, de modo de precaverlas contra cualquier tipo de ataque por retaguardia. Algo similar haría más tarde Enrique V en Agincourt. Los carromatos con un gran botín permanecieron a lo largo del viejo camino romano, la ruta principal de Poitiers a Burdeos, asegurando la protección sobre su débil lado derecho.
Su ventaja era evidente, acrecentada por la ya mencionada superioridad del arco inglés. Además, llevaba como principal subordinado militar a Sir John Chandos, un soldado duro y experimentado que comandaría luego las fuerzas anglobretonas (con Juan de Monfort) en la batalla de Auray, combate decisivo para la Guerra de Sucesión Bretona.
Eduardo y Chandos se apoyaban, a su vez, en sus inteligentes capitanes, los condes de Salisbury y Warwick, quienes dieron a los hombres la orden de apearse y los organizaron en dos —o quizás en tres— unidades, con los arqueros galeses colocados en formación en cuña a ambos flancos. El príncipe de Gales mantuvo como reserva una pequeña unidad de caballería, liderada por Juan de Grailly, que se ocultaba en los bosques de la retaguardia.
Las fuerzas atacantes fueron divididas en cuatro partes. Al frente estaban alrededor de 300 caballeros de la élite mandados por el mariscal Clermont y acompañados por mercenarios alemanes armados de picas. El objetivo de este grupo era cargar sobre los arqueros ingleses y eliminar la amenaza que planteaban. Estos irían seguidos de tres grupos de infantería (se desmontaría a la caballería, en este caso) a las órdenes del Delfín (más tarde Carlos V de Francia), el duque de Orléans, y por el rey Juan.
Hubo negociaciones antes de la batalla que están documentadas en los escritos de la vida de Sir John Chandos. Narró los momentos finales de un encuentro entre ambos bandos en un esfuerzo de evitar el conflicto sangriento en Poitiers. Esto ocurrió justo antes de la batalla y su narración es la siguiente:

A la conferencia acudieron el rey de Francia, Sir John Chandos, y muchas otras personas destacadas de la época, el rey (de Francia), para prolongar el asunto y demorar la batalla, reunió juntos a todos los barones de ambos lados (...) Allí vinieron el conde de Tancarville, y, como dice la lista, el arzobispo de Sens (Guillaume de Melun) estaba allí, el de Talaru, de gran discreción, Charny, Bouciquaut, y Clermont; todos estos fueron allí para aconsejar al rey de Francia. Por el otro lado vinieron gustosamente el conde de Warwick, el canoso (de pelo blanco o gris) conde de Suffolk estuvo allí, y Bartholomew de Burghersh, muy íntimo del príncipe, y Audeley y Chandos, que en aquella época tenían gran reputación. Allí celebraron su parlamento, y cada uno de ellos habló sinceramente. Pero lo que aconsejaron no puedo contarlo, aunque lo sé bien, verdaderamente, como yo oigo en mis documentos, que no pudieron ponerse de acuerdo, y por lo tanto cada uno empezó a marcharse. Entonces se pronunciaron las palabras proféticas de Godofredo de Charny: 'Señores,' dijo, 'dado que este tratado ya no te complace más, hago el ofrecimiento de combatiros, cien contra cien, eligiendo cada uno de entre su propio bando; y sabed bien que, cualquier centenar que sea desconcertado, todos los demás, sabedlo con seguridad, abandonarán este campo y dejarán la querella. Creo que será lo mejor, y que Dios tenga la gracia de que se evite la batalla en la que tantos hombres valientes serán muertos.

Cuenta Froissart que, antes de que se desencadenara la batalla, el cardenal de Périgord, legado pontificio de Inocencio VI intentó una mediación y logró una tregua de veinticuatro horas, para que no combatieran en domingo. El príncipe de Gales, dada su desventaja numérica, estuvo dispuesto a llegar a un acuerdo, devolviendo lo ocupado y comprometiéndose a no guerrerar contra los franceses durante varios años, pero las condiciones que pusieron los franceses eran tales que los ingleses no podían aceptarlas. Él se retiró, pero caballeros de su séquito se pusieron a combatir del lado de los franceses algo que causó irritación en el príncipe de Gales.

## La batalla

Mapa de la batalla.

A comienzos de la batalla, los ingleses trasladaron su bagaje lo que llevó a los franceses a creer que iban a retirarse, lo que provocó una carga precipitada de los caballeros franceses contra los arqueros. Los ingleses esperaban esto y rápidamente contraatacaron, lanzando una lluvia de flechas sobre los caballos. 
Geoffrey el Baker escribe que la armadura francesa era invulnerable a las flechas inglesas, porque las puntas de éstas resbalaban en las placas o se rompían con el impacto. Dadas las acciones posteriores de los arqueros, lo más probable es que Baker tuviera razón. Las armaduras de los caballos eran débiles sobre los lados y atrás. Sabiendo esto, los arqueros ingleses y galeses se movieron hacia los flancos de la caballería enemiga y, según Jean Froissart, arrojaron una lluvia de flechas contra los animales. Este era un método popular de detener una carga de caballería, pues un caballo caído normalmente destruía la cohesión de la línea del enemigo. Los resultados fueron devastadores. El delfín Carlos atacó a Salisbury y presionó en su avance, a pesar de una intensa lluvia de flechas de los arqueros ingleses y complicaciones para correr debido a la vanguardia de la fuerza de Clermont, que se retiraba. Green sugiere que el delfín tenía miles de hombres con él en esta fase del ataque. Avanzó contra las líneas inglesas, pero al final fue rechazado. Los franceses fueron incapaces de superar los setos protectores que los ingleses estaban usando. Esta fase del ataque duró unas dos horas.
Este ataque de caballería fue seguido por un ataque de infantería. La infantería del delfín se enzarzó en una lucha encarnizada hasta ser obligado a retroceder para reagruparse. La siguiente oleada de infantería bajo el duque de Orléans, viendo que los hombres del delfín no atacaban de nuevo, volvió la espalda al enemigo y se dio a la fuga. Esto dejó abandonadas a las fuerzas lideradas por el propio rey. Era una formidable fuerza de combate, y los arqueros ingleses se estaban quedando sin flechas; los arqueros se unieron a la infantería en la lucha y algunos, de ambos grupos, montaron a caballo para formar una improvisada fuerza de caballería.
A la vista de los resultados de los dos ataques de sus subordinados, el rey de Francia decidió tomar el mando él mismo y ordenó que la retaguardia trajera nuevos caballos para proseguir la lucha. El rey ordenó que dos de sus hijos se fueran del campo de batalla. Su hijo menor, Felipe, permaneció con él y luchó a su lado en la fase final de la batalla. Mientras los arqueros ingleses se quedaban sin flechas y recorrían el campo de batalla buscando más, el príncipe de Gales también ordenó el reemplazo de sus animales.
El combate era duro, pero el príncipe de Gales aún conservaba una reserva móvil ocultada en los bosques, comandada por Juan de Grailly, el captal de Buch. Estas tropas fueron capaces de rodear y atacar a los franceses por los flancos y la retaguardia, formando una bolsa. Los franceses, aterrorizados al verse rodeados, intentaron huir. El rey Juan fue capturado de inmediato con su séquito más inmediato sólo después de una resistencia memorable.
Entre los personajes notables capturados o muertos estuvieron, según Froissart:
- El propio rey, Juan II de Francia, capturado.
- El príncipe Felipe, hijo menor del rey y progenitor de la casa de Valois-Borgoña, capturado.
- Pedro I de Borbón, muerto.
- Gualterio VI de Brienne y condestable de Francia, muerto.
- Jean de Clermont, mariscal de Francia, muerto.
- Arnoul d'Audrehem, mariscal de Francia, capturado.
- El conde de Eu, herido y capturado.
- El conde de Marche y Ponthieu, capturado.
- El conde de Étampes, capturado.
- El conde de Tancarville, capturado.
- El conde de Dammartin, capturado.
- El conde de Joinville, capturado.
- Guillermo de Melun, arzobispo de Sens, capturado.
- Godofredo de Charny, portador de la oriflama, muerto.

## La captura del rey francés

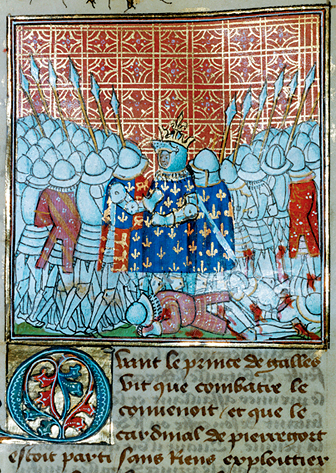
Juan II, el Bueno, capturado por los ingleses.

Es Froissart, de nuevo, quien ofrece una vívida descripción de la captura del rey Juan II y su hijo menor en este pasaje:

" ... Llegaron de todas partes tantos ingleses y gascones que abrieron por la fuerza la columna del rey de Francia. Los franceses se mezclaron tanto con sus enemigos que en aquel lugar y por aquella vez bien había cinco hombres de armas por cada gentilhombre. Fue apresado mi señor Badouin de Annequin por mi señor Bartholomew Burghersh. Mataron a mi señor Geoffroi de Charny con la oriflama de Francia entre las manos. El conde de Dammartin fue apresado por mi señor Reginald Cobham. Un gran tumulto y una gran pelea tuvo lugar en torno al rey Jean por la codicia de apresarle, y los que le conocían y estaban más cerca, le gritaban: "Entregaos, entregaos, porque de otro modo estáis muerto".
Había allí un caballero de la nación de Saint-Omer al que llamaban Denis de Morbecque. Desde hacía unos cinco años servía a los ingleses, pues en su juventud había cometido delitos en el reino de Francia por guerras de amigos y un homicidio en Saint-Omer. El rey de Inglaterra lo retenía a salvo y a sueldo. A este caballero le sucedió estar muy cerca del rey cuando estaban tratando de apresarle. A fuerrza de brazos y cuerpo avanzó en el tumulto y cuando era el más próximo al rey, le dijo en buen francés: "Señor, señor, entregaos".
El rey, que se veía en duro partido y tan acosado por sus enemigos que de nada le valía su defensa, preguntó mirando al caballero: "¿A quién me debo entregar? ¿A quién? ¿Dónde está mi primo el príncipe de Gales? Si le veo, hablaré con él". "Señor, respondió Denis de Morbecque, no está aquí. Pero entregaos a mí que os llevaré junto a él". "¿Quién sois?", preguntó el rey. "Señor, soy Denis de Morbecque, un caballero de Artois. Sirvo al rey de Inglaterra, porque no puedo hacerlo en el reino de Francia debido a los delitos que he cometido".
Según me informaron después, el rey de Francia respondió: "Me entrego a vos", y le ofreció su guante derecho.

## Consecuencias
La segunda batalla de Poitiers repitió, en diversos aspectos, la victoria inglesa de Crecy, donde se volvió a demostrar que la táctica puede lograr la victoria incluso en una severa inferioridad numérica. Como escribió Eduardo, el príncipe de Gales, poco después en una carta al pueblo de Londres:

Quedamos conformes en que debíamos hacerlo a nuestra manera, flanqueándolos, de tal forma que si ellos querían batalla o acercarse a nosotros, en un lugar que no nos era demasiado desfavorable, debíamos ser los primeros ... el enemigo quedó desconcertado, y se capturó al rey, y a su hijo; y un gran número de otros grandes personajes fueron tanto capturados como muertos.

Fue una derrota decisiva para Francia, no solo en términos militares, sino también económicos: tras la firma del Tratado de Brétigny en 1360, se exigió a Francia el pago de tres millones de coronas de oro por el rescate de su rey (equivalente al doble del producto bruto interno del país). La suma era imposible de reunir, y Juan, sin lograr regresar a Francia, falleció en Londres en 1364. Su cuerpo luego fue repatriado.
El rey Eduardo III pasaba a controlar Calais, Guines, Ponthieu, Aquitania, Lemosin, Périgord, Rourge, Quercy y Poitou, a pesar de que renunciaba oficialmente a la Corona francesa. Los Valois habían salvado el reino a costa de unas enormes concesiones al enemigo. 
Jean de Venette, un fraile carmelita y cronista medieval, describe vívidamente el caos que se produjo en Francia, del que afirma haber sido testigo él mismo, después de esta batalla. Afirma:

...De aquel momento en adelante, todo fue mal en el reino, y el estado quedó deshecho. Los ladrones surgieron por todas partes de la tierra. Los nobles despreciaban y odiaban a todos los demás y no pensaron en ningún momento en la utilidad mutua y el provecho del señor y los hombres. Sometieron y despojaron a los campesinos y a los hombres de los pueblos. De ninguna manera defendieron su país de los enemigos. Más bien abusaron de él, robando y saqueando los bienes de los campesinos.

 Jean se refiere aquí no solo a los nobles franceses, sino también a las Compañías que igualmente saqueaban a los campesinos y las iglesias.

## Novelizaciones
- Druon, Maurice (1977). Quand un Roi perd la France [De cómo un rey perdió Francia. Los Reyes Malditos VII].
- Cornwell, Bernard (2012). 1356 [1356. Id con Dios, pero luchad como el Diablo]. HarperCollins. ISBN 978-0007478200.
- Cameron, Christian (2013). The Ill-Made Knight. Orion.